# Xidaotang

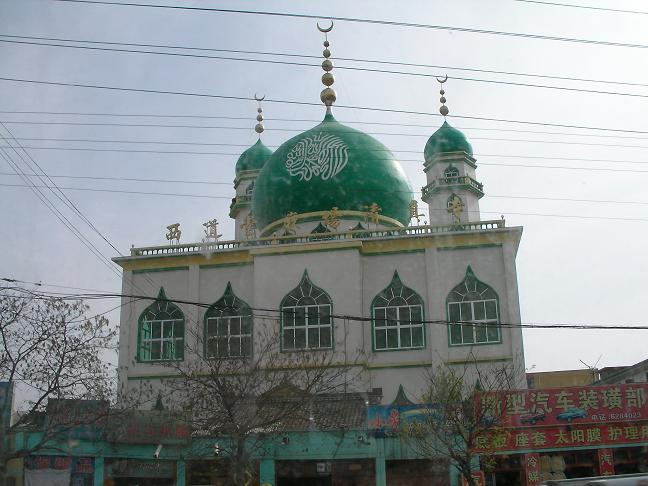
Machang-Moschee in Linxia in der chinesischen Provinz Gansu

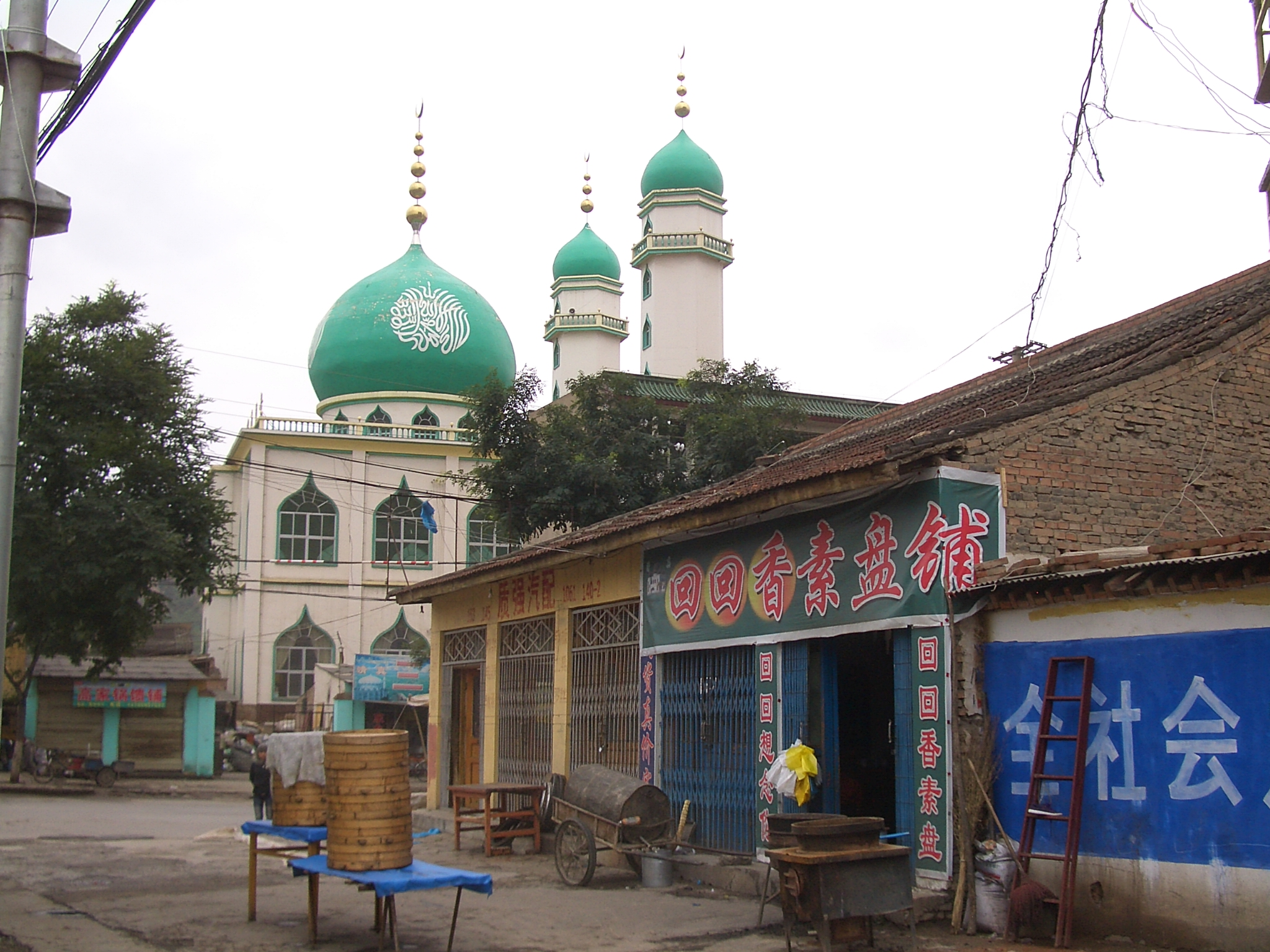
Machang-Moschee

Xidaotang (chin. 西道堂, zuerst Jinxingtang 金星堂 genannt, die „Han-Schulen-Sekte“ (Hanxue pai 汉学派) bzw. „Chinesische Schule“) ist eine chinesisch-islamische Schulrichtung. Sie wurde von Ma Qixi (1857–1914), einem Hui-Chinesen aus Lintan in Gansu, Anfang des 20. Jahrhunderts gegründet. In ihrer Lehre wird islamischer Glaube relativ stark mit traditioneller chinesischer Kultur verschmolzen.
Sie ist hauptsächlich in Lintan und Hezheng in der nordwestchinesischen Provinz Gansu verbreitet, und besitzt auch Anhänger in der Provinz Qinghai, dem Autonomen Gebiet Xinjiang der Uiguren und in der Provinz Sichuan. Es ist eine hanafitische Schule der Sunni-Tradition ähnlich wie Qadim (Gedimu), die Jahriyya-Elemente aufgenommen hat. Werke von Liu Zhi und anderen dienen ihr als Da'wa-Quelle.
Großes Gewicht wird auf jiaocheng (教乘) und auf das „eigene Glaubenssystem“ (daocheng 道乘) gelegt, „das stufenweise zur Entpersönlichung und zur mystischen Vereinigung mit Gott führt“ (Hu Fan).
Ihre Mitglieder sind in einer Art muslimischer Kommunen kollektiv organisiert und arbeiten zusammen. Ein Schwerpunkt der Organisation liegt auf Bildung.
Große Wichtigkeit hat der Feiertag Mawlid an-Nabi (zu Ehren des Geburtstags des Propheten Mohammed), auch sein Todestag, und der Jahrestag des Todes von Ma Qixi, des Gründers der Bewegung. Es wurden keine Mausoleen für die Murshids (Führer/Lehrer) nach ihm errichtet.
Weitere Führer der Bewegung waren von 1918 bis 1946 Ma Mingren (1896–1946) und von 1947 bis 1958 Min Xuecheng (i. e. Min Zhidao) (1882–1957).
Zusammen mit Ikhwan (Yihewani) und Qadim (Gedimu) zählt Xidaotang zu den Drei großen Schultraditionen Chinas.

### Chinesische Literatur
- Qinghai minzu xueyuan Minzu yanjiusuo (Nationalitäten-Forschungsinstitut des Qinghai-Nationalitäten-Instituts); Xibei minzu xueyuan Xibei minzu yanjiusuo (Nordwest-Nationalitäten-Forschungsinstitut des Nordwest-Nationalitäten-Instituts: Xidaotang shiliao ji (Historische Materialien zu Xidaotang), Xining 1987)

#### Nachschlagewerke
- Cihai („Meer der Wörter“), Shanghai cishu chubanshe, Shanghai 2002, ISBN 7-5326-0839-5 (Artikel: Xidaotang)